# Helina nudifemorata
Helina nudifemorata är en tvåvingeart som beskrevs av Willi Hennig 1952. Helina nudifemorata ingår i släktet Helina och familjen husflugor. Inga underarter finns listade i Catalogue of Life.